# 英勇剑水蚤
英勇剑水蚤（学名：Cyclops strenuus）为剑水蚤科剑水蚤属的动物。分布于日本、斯里兰卡、印度、巴勒斯坦、俄罗斯、欧洲各国及非洲、美洲若干地区以及中国大陆的四川、云南、福建、浙江、江苏、湖北、北京、天津、内蒙古、青海、甘肃、黑龙江、新疆等地，多生活于小型的水域中、或是间歇性的水体中以及亦分布于坑池及湖泊等沿岸带。